# Dichaetomyia flavoscutellata
Dichaetomyia flavoscutellata är en tvåvingeart som först beskrevs av Stein 1918.  Dichaetomyia flavoscutellata ingår i släktet Dichaetomyia och familjen husflugor.
Artens utbredningsområde är Madagaskar. Inga underarter finns listade i Catalogue of Life.